# Портрет Доріана Грея
«Портре́т Доріа́на Гре́я» («Портрет Доріана Ґрея») (англ. The Picture of Dorian Gray) — єдиний роман  ірландського письменника Оскара Вайлда, найвідоміший та найпопулярніший його твір. Уперше виданий 20 липня 1890 року. Друга редакція, у якій автор дещо доповнив та змінив твір, дописав нові розділи, вийшла в квітні 1891 року.
Роман розповідає про молодика на ім'я Доріан Ґрей, який став натурником для портрета художника Безіла Голворда. Перебуваючи під враженням від фізичної краси Доріана, Безіл невдовзі закохався у нього, вважаючи, що Доріанова краса породжує нові тенденції у його творчості. Розмовляючи у Безіловому саду, Доріан зустрічає лорда Генрі Воттона, Безілового друга, який незабаром захопив юнака своїми світоглядними ідеями. Підтримуючи одну з нових ідей гедонізму, лорд Генрі вважає, що єдиною річчю у світі, задля якої варто жити, є краса. Усвідомлюючи, що одного дня його краса зблідне, Доріан бажає прикувати свою душу до картини, бажає, щоб картина, намальована Безілом, старіла, а він залишався молодим довіку. Бажання Доріана здійснюється, що врешті приводить його до аморального життя. На картині магічним чином відображаються всі вчинки Доріана, так, як би вони мали відбитися на його душі і тілі.
«Портрет Доріана Ґрея» відносять до одного із останніх творів класичного готичного роману із помітним Фаустівським впливом. Роман сильно пов'язаний із декаденством та гомосексуальністю, що після першого видання викликало багато суперечок. Однак, у наш час «Портрет Доріана Ґрея» вважається «одним із сучасних класичних творів Західної літератури».

## Сюжет
Роман починається з огляду лордом Генрі Воттоном картини Безіла Голварда, на якій зображено привабливого юнака — Доріана Ґрея. Згодом приходить сам Доріан і зустрічає Воттона. Після того, як Доріан вислухав лорда Генрі з його поглядами на світ, у нього з'являється думка, що краса — єдина річ, задля якої варто жити. Він бажає, щоб портрет, намальований Безілом, старів замість нього. Під впливом лорда Генрі Доріан Ґрей починає вивчати свої відчуття. Одного разу в якомусь другорядному театрі він побачить акторку Сибілу Вейн, котра грає у п'єсі Шекспіра. Доріан знайомиться з нею ближче і, вражений її красою та грою у п'єсі, пропонує їй одружитися. Сибіла, яка називає його «Чарівним принцом» (англ. Prince Charming), швидко біжить додому сповістити про це свою матір. Її старший брат каже, що в разі, якби Доріан скривдив Сибілу, він уб'є його.
Доріан згодом запрошує Безіла та лорда Генрі подивитися, як Сибіла грає у «Ромео і Джульєтті». Проте Сибіла, яка раніше знала про любов лише із театральних виступів, несподівано втратила свої акторські здібності через почуття справжньої любові до Доріана і грала дуже погано. Доріан відмовив їй у шлюбі, кажучи, що вся її краса полягала у її чудовій грі в театрі, тож якщо вона більше не може грати, він більше не зацікавлений нею. Одного разу, повертаючись додому, Доріан помічає, що його портрет змінився. Оглянувши ретельно картину, Доріан врешті зрозумів, що його бажання сповнилося — хлопець на портреті тепер виражав ледь помітний усміх. Він буде старіти і змінюватися із кожним гріхом Доріана, тоді як його тіло, зовнішній вигляд, залишатимуться незмінними. Він вирішує помиритися із Сибілою, але зранку приходить лорд Генрі і сповіщає про самогубство дівчини, яка випила синильну кислоту. Наступні вісімнадцять років Доріан Ґрей експериментував із всіляким злом і гріхами, головно через вплив «отруйного» французького роману, подарунка лорда Генрі.
Однієї ночі Безіл перед своїм від'їздом до Парижа вирішив провідати Доріана і перевірити чутки про його аморальний спосіб життя. Проте Доріан спростовував їх. Він показав Безілу свій портрет, який, як виявилося, був дуже страшним, як і гріхи Ґрея. У приступі люті Доріан звинувачує художника в своїй долі і забиває його до смерті. Доріан шантажує свого старого друга Алана Чембелла, хіміка, і вимагає знищити тіло. Для того, щоб сховатися від свого злочину, Доріан втікає до притону курців опіуму. Трапляється так, що поряд був Джеймс Вейн, який почув, що хтось звертається до «Чарівного принца». Він переслідує Доріана і робить спробу застрелити його, але Доріан обманює його, сказавши, щоби той вивів його на світло і придивився, адже він надто молодий, щоби якимсь чином завдати шкоди Сибілі 18 років тому. Джейм відпускає Доріана, але якась жінка підходить до нього і каже, що Доріан не старіє вже 18 років.
За вечерею, однієї ночі, Доріан бачить, як брат Сибіли Джеймс Вейн підкрадається до нього, і лякається за своє життя. Однак, наступного дня, під час полювання, Джеймса випадково вбиває мисливець. Після свого повернення до Лондона Доріан приймає рішення, що відтепер він буде добрим і почне з того, що не буде розбивати невинного серця Гетті Мертон — дочки сільського вікарія. У своїй квартирі він цікавився, чи картина почала мінятися, відновлюватися, втрачаючи свій старечий образ, бо тепер Доріан Ґрей покинув свій аморальний спосіб життя. Він знімає покривало з портрета і бачить, що портрет не змінився, а став ще гіршим. Побачивши це, він почав шукати мотиви свого «акту милосердя», чи було це випадково, а чи пошук нового емоційного ексцесу. Він вирішив, що лише повна сповідь зможе очистити його, але, боячись її наслідків, він наважується знищити всі сліди своєї совісті. У приступі гніву він піднімає ніж, яким колись вбив Безіла Голварда і заганяє його у картину. Почувши пронизливий крик з кімнати Доріана Ґрея, його слуги знаходять на підлозі мертве і постаріле тіло Доріана, а картина відновлюється і стає такою, якою її намалював художник багато років тому.

## Алюзії

### Біблія
У романі помітна біблійна інтертекстуальність. Зокрема, Лорд Генрі виконує роль змія-спокусника, що пропонує Доріану «плід з дерева життя», після чого юнак усвідомлює всю владу, яку несе його надзвичайна врода — у нього з'являється відчуття, що він начебто пізнав таємницю життя. Сам же Безіл викликає асоціацію з Богом, який втратив своє найкраще творіння.

### Фауст
Оскар Вайлд так говорить про літературного персонажа: «У всякому першому романі персонаж — сам автор, як-от Христос чи Фауст». Подібно до німецької народної легенди про Фауста, спокуса, або ж вічна краса, у «Портреті…» займає важливіше місце, аніж сам персонаж, який піддається цій спокусі. Зазвичай у літературних творах головний герой зваблює красиву жінку, а тоді руйнує її життя. У вступі до роману (1891 р.) Вайлд погоджується, що головна ідея його твору зустрічається в літературній традиції вже давно, але йому вдається надати їй нової форми.
На відміну від академічного Фауста, Доріан не укладає угоди з дияволом. Диявола у романі втілює у собі цинічний гедоніст Лорд Генрі, який за допомогою своїх оригінальних парадоксальних думок скеровує Доріана на шлях гедонізму та спокуси. Лорд Генрі не усвідомлює свого впливу на юнака, тому так легко каже йому, що «єдиний спосіб збутися спокуси — піддатись їй; а коли опиратися спокусі — ваша душа знемагатиме від жадання речей, що їх ви самі собі заборонили».

### Шекспір
У вступі до «Портрета..» (1891 р.) Вайлд згадує про Калібана, потворного дикуна з п'єси Шекспіра «Буря», а у п'ятому розділі роману зустрічаємо такі рядки: «Юнак почував себе так, немов шукаючи Міранду, надибав Калібана». Коли Доріан розповідає Лорду Генрі про свою кохану Сибіл Вейн, він перелічує шекспірівські п'єси, в яких вона грає, і звертається до неї іменами героїнь цих п'єс. Говорячи про своє життя, Доріан цитує Гамлета, який схилив Офелію до самогубства, чим спонукав її брата Лаерта до обітниці кровної помсти.

### Жоріс-Карл Гюїсманс
Вважається, що «отруйна книга», яку дарує юному Доріану лорд Генрі, насправді є романом Жоріс-Карла Гюїсманса під назвою «Навпаки» (1884). У біографії Оскара Вайлда літературний критик Річард Еллман пише:
|  | Книгу у творі не названо, однак на судовому процесі Вайлд погодився з тим, що це частково «Навпаки» Гюїсманса… В одному зі своїх листів Вайлд пише, що зіграв «фантастичну варіацію» на тему «Навпаки» і коли-небудь обов'язково має її записати. Посилання у «Портреті» на конкретні розділи книги навмисно неточні.Оригінальний текст (англ.) Wilde does not name the book, but at his trial he conceded that it was, or almost [was], Huysmans's À rebours ... to a correspondent, he wrote that he had played a "fantastic variation" upon À rebours, and someday must write it down. The references in Dorian Gray to specific chapters are deliberately inaccurate |

### Бенджамін Дізраелі
Деякі літературні критики висувають припущення, що «Портрет…» написано під впливом роману «Вівіан Ґрей» (1826 р.) британського прем'єр-міністра Бенджаміна Дізраелі. Ім'я Сибіл Вейн, коханої Доріана Ґрея, може бути дещо зміненим поєднанням назви роману Дізраелі «Сибіл» та імені коханої Вівіяна Ґрея — Віолети Фейн, яка, так само як Сибіл Вейн, помирає за трагічних обставин. У романі «Вівіян Ґрей» також зустрічається сцена, у якій зображена на картині «красуня» починає рухати очима, коли натурниця вмирає.

## Історія публікації
«Портрет…» задумувався як повість, яка мала вийти частинами на сторінках журналу «Ліппінкоттс монтлі меґезін». 30 серпня 1889 року, під час обіду в готелі Ленгема, редактор журналу Дж. М. Стоддарт домовився з Оскаром Вайлдом, Артуром Конаном Дойлом і Т. П. Ґіллом про публікацію їхніх творів. Конан Дойл невідкладно подав до друку свою кримінальну повість «Знак чотирьох», а згодом і другу книгу про Шерлока Голмса, проте Вайлд відзначився своєю неквапливістю і надіслав рукопис аж 7 квітня 1890 року, через сім місяців після запланованого терміну.
Літературна цінність «Портрета…» не залишила Стоддарта байдужим, однак, будучи редактором, він описав роман для видавця Джорджа Ліппінкотт такими словами: «у його теперішньому вигляді можна знайти низку речей, які б не схвалила жодна невинна жінка…». У попередньому варіанті Стоддарт разом із іншими редакторами вилучили з оригінального рукопису такі елементи: (i) уривки, що містили натяки на гомосексуальність та гомосексуальний потяг; (ii) усі згадки про книгу «Таємниця Рауля» та про її автора — Катуллу Сарацина; (iii) усі згадки слова «mistress» (коханка) стосовно Сибіл Вейн та Гетті Вейн, з якими зустрічався Доріан Ґрей.
20 червня 1890 року роман уперше надруковано на сторінках липневого видання журналу «Lippincott's Monthly Magazine». Невдовзі британські літературні критики засудили аморальність роману, а видавництво «В. Г. Сміт» навіть вилучило липневе видання журналу зі всіх своїх книжкових кіосків. Як наслідок, Оскар Вайлд вирішив приховати гомоеротичні елементи та розширив відомості про життя персонажів. У журнальному виданні (1890 р.) Безіл розповідає Лорду Генрі, як він «обожнює» Доріана та благає його «не забирати від нього цієї людини, що робить його життя привабливішим», концентруючи свою увагу на любові до Доріана, однак у книжковому виданні (1891 р.) Безіл зосереджує свою увагу на мистецтві, благаючи Лорда Генрі: «не забирати від нього цієї єдиної людини, що надає принади його мистецтву».
Оскар Вайлд розширив журнальне видання з тринадцяти до двадцяти розділів; водночас останній розділ журнального видання розділено на дві частини, що стали дев'ятнадцятим та двадцятим розділом книжкового видання 1891 року. Вайлдові текстові доповнення полягали у тому, щоб «розкрити Доріана як персонажа» та додати більше деталей про його походження, описати його «індивідуально-психологічне падіння якнайвичерпніше та якнайпереконливіше».
Книжкове видання 1891 року також містило вступ, в якому Вайлд звернувся до критиків, захищаючи у такий спосіб репутацію свого роману. Письменник також пояснює роль митця у суспільстві, говорить про мету мистецтва та важливість краси. Крім того, у вступі простежується Вайлдове зацікавлення даосизмом та філософією Чжуан-цзи.

## Сприйняття

### Всесвітня спільнота
Серед сучасників твір сприймався неоднозначно. Перша рецензія на версію, надруковану в Lippincott's, з'явилася уже через чотири дні після публікації твору. Ця версія була сприйнята критиками менш прихильно і навіть часто вважалася скандальною. Стиль описували як затягнутий, сюжет - як образливий, брудний та аморальний. Вайльд вважав цю критику невиправданою і спочатку відреагував на неї численними листами до преси, в яких намагався підкреслити нібито закладену, підсвідому мораль свого твору - що розпуста карається. Але Вайлд не залишився послідовним у своїй відповіді на звинувачення в аморальності, адже в передмові він спробував відкинути поняття моральних та аморальних книг як таких, і все ж у ході вищезгаданих розширень він переглянув уривки, розкритиковані як неприйнятні, перш ніж опублікувати "Доріана Ґрея" у вигляді книги. Незважаючи на всі зусилля згладити фрагменти твору, які викликали ці звинувачення, на судовому процесі проти самого Вайлда за звинуваченням у блуді, роман використовувався як доказ, зокрема, цитувалася передмова.
Перероблена версія 1891 року була сприйнята менш критично в літературному світі, Волтер Патер, Артур Конан Дойль, Вільям Батлер Єйтс, а пізніше і Джеймс Джойс висловили своє схвалення - хоча й частково стримане. У рецензії Патер підкреслив вдале тонке зображення морального занепаду. У листі до брата Джойс писав про хороші підходи в романі, але також про надлишок "брехні та епіграм". Андре Жид, який захоплювався Оскаром Вайлдом як особистістю, заперечував мистецькі претензії до Вайлда, особливо з огляду на «Доріана Ґрея».
Літературознавці почали інтенсивно аналізувати роман Вайлда лише після Другої світової війни, переважно на основі або в контексті дослідження ідеологічних та художньо-теоретичних наслідків поезії fin de siècle та декадансу того часу. Таким чином, фейлетоністичні оціночні судження дедалі більше відходили на задній план, так само як і (в контексті вседозволеності суспільства) дискусії про моральність та аморальність твору.
Хоча літературні критики й досі наголошують на стилістичних та структурних недоліках роману, «Портрет Доріана Ґрея» був канонізований як класика світової літератури, а його головний герой "увійшов у популярну міфологію". Головний герой роману, Доріан Ґрей, є найвідомішим з-поміж усіх.

### Українські критики
В українському літературознавстві роман «Портрет Доріана Ґрея» знайшов як своїх прихильників, так і противників. Зокрема, літературний критик І. Федоренко на сторінках «Літературно-наукового вістника» висловив не дуже схвальну думку щодо роману, стверджуючи, що твір, насамперед писався задля гонорару:
|  | «Природно, що річ, писана на замовлення, не могла бути на висоті інших його творів. Авторові згори визначено розмір повісті, чому й належить приписувати немалу кількість сторін, непотрібних для розвою акції, або що стоять просто на перешкоді їй. |

Також І. Федоренко зауважив певну амузикальність Вайлда в описах сцен, коли Доріан «віддається час від часу музиці». Рецензант, однак, повністю відкидає думку-закид, що Вайлд, мовляв, навмисно написав аморальний твір:
|  | «Сі закиди неслушні. Уайльд ніколи й не думав писати “неморальної” книжки так само, як ніколи не думав про те, щоб написати “моральної." |

Дослідниця Ботнер Валентина Савелівна вважає, що роман, насамперед, виконує декоративну функцію та слугує тлом для парадоксів та естетських описів автора:
|  | «Портрет Доріана Грея – золота парча», – стверджував сам автор. Він не створював повноправних характерів, насамперед його цікавила інтелектуальна гра, тонкі парадокси, словесні поєдинки. |

Критик Є. Онацький так пояснює невгамовну популярність роману серед читачів:
|  | «Портрет Доріана Грея», який називали «першим французьким романом англійської літератури», досі знаходить дуже численних читачів, що захоплюються розсипаними в ньому парадоксами, як дорогоцінними перлами. Приваблюють і романтизм «Портрету» з його містичною силою і жахлива трагедія роздвоєності людської натури. |

Український письменник Євген Маланюк на сторінках «Книги спостережень» писав:
|  | Доріана Грея за всі його злочини проти людей, проти суспільної етики й моралі не тільки не покарано, а, навпаки, шлях його життя був устелений трояндами та орхідеями, і він сяяв красою вічного юнацтва. Але удар ножа,направлений до твору мистецтва, в полотно портрета — влучив у серце оригіналу. І смерть не оборонила Доріана від помсти мистецтва: його знайшли старим і гидким біля портрета, що сяяв владною красою — назавше. Так мститься Демон Мистецтва, володар країни,що лежить поза межами добра і зла, але в межах мистецької моралі. |

## Переклади українською
Перша спроба перекладу роману «Портрет Доріана Ґрея» належить українському письменнику «розстріляного відродження» Валер'яну Підмогильному, який трудився над українською версією твору, перебуваючи у засланні на Соловках, урочище Сардармох. Рукопис перекладу, однак, не зберігся, оскільки 1937 року письменника розстріляли. Також існує інформація про те, що «Книгоспілка» мала намір видати роман, але не встигла здійснити свій задум до початку репресій 1930-х років, коли кількість видань українською різко знизилась. Нова спроба публікації роману відбулася аж через чверть століття. Перебуваючи в ув'язненні, Ростислав Доценко здійснив переклад твору українською. Опублікувати перше українське видання йому вдалось 1968 року в Києві, за що його «ледь не завернули назад у братню табірну Мордовію». 2007 року у статті «Оскар Вайлд на тлі українських сюжетів» Максим Стріха назвав переклад Р. Доценка «віртуозним» та «найбільшою подією української вайлдіани». Крім того, за часів Незалежності побачили світ ще три переклади роману — Олени Ломакіної (2015 р.), Миколи Дмитренка (2017 р.) та Миколи Кулінича (2018).
Переклад Ростислава Доценка:
- Оскар Уайльд. Портрет Доріана Грея. Роман. Пер. з англ. і післямова Р. Доценка. К.: Дніпро, 1968. — 231 с. Серія «Бібліотека світової класики»
- Оскар Уайльд. Портрет Доріана Грея. пер. з англ. та прим. Ростислава Доценка. Київ: Дніпро, 1968. — 254 с. Серія «Шкільна хрестоматія».
- Оскар Уайльд. Портрет Доріана Ґрея. пер. з англ. та прим. Ростислава Доценка, вступ. слово, комент. О. В. Кабкова. Київ: Школа, 2003. — 254 с. Серія «Шкільна хрестоматія». ISBN 966-661-163-5
- Оскар Уайльд. Портрет Доріана Ґрея. пер. з англ. Ростислава Доценка, упорядник Л. Федорів. Львів: Червона Калина, 2004. — 238 с. Серія «Світ шкільного читання». ISBN 5-7707-0735-6
- Оскар Уайлд. Портрет Доріана Ґрея. пер. з англ. Ростислава Доценко ; Інститут літератури ім. Т. Г. Шевченка НАН України. Харків: Фоліо, 2006. — 398 с. серія «Бібліотека світової літератури». ISBN 966-03-2616-5, ISBN 966-03-3359-5
- Оскар Вайлд. Портрет Доріана Ґрея. пер. з англ. Ростислава Доценка ; Інститут літератури ім. Т. Г. Шевченка НАН України. Харків: Фоліо, 2006. — 398 с. серія «Зарубіжна класика». ISBN 966-03-3349-8
- Оскар Уайльд. Портрет Доріана Ґрея. пер. з англ. та прим. Ростислава Доценка. Київ: Школа, 2009. — 256 с. Серія «Шкільна хрестоматія». ISBN 966-661-163-5
- Оскар Вайльд. Портрет Доріана Грея. пер. з англ. Р. Доценко. — К. : Школа, 2009. — 250 с. — Серія «Бібліотека шкільної класики». — ISBN 978-966-661-918-4
- Оскар Вайлд. Портрет Доріана Ґрея. оновл. пер. з англ. Ростислава Доценка. — Київ: А-БА-БА-ГА-ЛА-МА-ГА, 2012. — 316 с. : іл. — (Доросла серія). ISBN 978-617-585-031-2
- Оскар Вайлд. Портрет Доріана Ґрея. оновл. пер. з англ. Ростислава Доценка. — Київ: А-БА-БА-ГА-ЛА-МА-ГА, 2014. — 315 с. : іл. — (Доросла серія). ISBN 978-617-585-031-2
- Оскар Вайлд. Портрет Доріана Ґрея. пер. з англ. Ростислава Доценко. Харків: Фоліо, 2015. — 398 с. ISBN 978-966-03-7066-1

Переклад Олени Ломакіної:
- Оскар Вайльд. Портрет Доріана Ґрея. пер. з англ. Олени Ломакіної.  — Київ: Знання, 2015. — 283 с.  — (English Library).  — ISBN 978-617-07-0226-5

Переклад Миколи Дмитренка:
- Оскар Уайльд. Портрет Доріана Грея. пер. з англ. Микола Дмитренко.  — Київ: KM Books, 2017. — 280 с. ISBN 978-617-7489-96-1 (КМ Класика), ISBN 978-617-7489-69-5 (Улюблені книжки)

Переклад Миколи Кулінича:
- Оскар Вайлд. Портрет Доріана Ґрея. пер. з англ. М. Кулінича . — Київ : Книголав, 2018 . — 237 с. ISBN 978-617-7563-15-9

### Порівняння
| Оригінал | Ростислав Доценко | Олена Ломакіна | Микола Дмитренко | Микола Кулініч |
| --- | --- | --- | --- | --- |
| The studio was filled with the rich odour of roses, and when the light summer wind stirred amidst the trees of the garden, there came through the open door the heavy scent of the lilac, or the more delicate perfume of the pink-flowering thorn. From the corner of the divan of Persian saddle-bags on which he was lying, smoking, as was his custom, innumerable cigarettes, Lord Henry Wotton could just catch the gleam of the honey-sweet and honey-coloured blossoms of a laburnum, whose tremulous branches seemed hardly able to bear the burden of a beauty so flamelike as theirs; and now and then the fantastic shadows of birds in flight flitted across the long tussore-silk curtains that were stretched in front of the huge window, producing a kind of momentary Japanese effect, and making him think of those pallid, jade-faced painters of Tokyo who, through the medium of an art that is necessarily immobile, seek to convey the sense of swiftness and motion. The sullen murmur of the bees shouldering their way through the long unmown grass, or circling with monotonous insistence round the dusty gilt horns of the straggling woodbine, seemed to make the stillness more oppressive. The dim roar of London was like the bourdon note of a distant organ. | Робітню художника сповнювали густі пахощі троянд, а коли в садку знімався літній легіт, він доносив крізь відчинені двері то п'янкий запах бузкового цвіту, то погідніший аромат рожевих квіток шипшини. З перського дивана, де лежав лорд Генрі Воттон, курячи своїм звичаєм одну по одній незліченні цигарки, можна було побачити лише блиск золотаво-ніжного, як мед, цвіту верболозу, чиє тремтливе віття, здавалося, насилу витримувало тягар полум'яної краси. Зрідка на довгих шовкових шторах величезного вікна миготіли химерні тіні птахів, утворюючи на мить щось подібне до японського малюнка, і тоді лорд Генрі думав про блідолицих художників із Токіо, які засобами мистецтва, з природи своєї статичного, намагалися передати відчуття швидкості й руху. Ще більш угнічувало тишу сердите гудіння бджіл, що пробиралися високою невикошеною травою чи монотонно й настійливо кружляли біля покритих золотистим пилком вусиків розлогої жимолості. Невиразний клекіт Лондона долинав, наче басова нота далекого органа. | Майстерня була наповнена густими пахощами троянд, і коли легенький літній вітерець грайливо шарудів листям у саду, крізь відчинені двері проникав важкий запах бузку впереміш із витонченим ароматом рожевих квіточок терну. Лорд Генрі Воттон, лежачи в кутку на дивані на перських подушках і за звичкою курячи цигарку за цигаркою, мав можливість милуватися мерехтінням медоводухмяного, насиченого сонцем цвіту рокитника - його тріпотливі віти, здавалося, ледь-ледь могли втримати таку вогнясту красу; час від часу на довгих шовкових фіранках, що прикрашали величезне вікно, перепурхували фантастичні обриси птахів, на мить створюючи ілюзію японських картин і нагадуючи лорду Генрі про тих блідих змучених токійських художників, котрі через мистецтво, статичне за своїм визначенням, марно намагаються передати рух і стрімкість. Приглушене дзижчання бджіл, що продиралися крізь високу нескошену траву або невтомно кружляли навколо запилених, наче вкритих позолотою суцвіть жимолості, здавалося, робило тишу ще більш гнітючою. Ледь чутний гуркіт Лондона, що долинав сюди, нагадував басовите гудіння якогось віддаленого органа. | Майстерню художника наповнював густий аромат троянд, а коли легкий подув літнього вітерцю ворушив у саду листя дерев, до неї крізь розчинені двері влітав важкий запах бузку або ніжні пахощі рожевого квіту глоду. З кутка застеленої перськими чапраками тахти, на якій він лежав і курив за своїм звичаєм сигарету за сигаретою, лорд Генрі Воттон бачив лише мерехтіння солодких як мед і медового кольору квітів рокитника, тремтливе віття якого, здавалось, насилу витримує тягар цієї схожої на полум'я краси; химерні пташині тіні, що час від часу з'являлись на довгих шовкових шторах величезного вікна, на мить створювали щось схоже на японські малюнки і змушували лорда Генрі думати про тих блідих із зеленкуватими обличчями токійських художників, які засобами мистецтва, нездатного відтворювати рух, прагнуть передати відчуття швидкості й стрімкості. Сердите гудіння бджіл, що важко літали серед густої некошеної трави або з нудною впертістю кружляли навколо дрібних, укритих золотавим пилком суцвіть жимолості, здавалось, робило цю тишу ще більш гнітючою. Невиразний гомін Лондона скидався на басове гудіння далекого органа. | Студію було сповнено п'янким ароматом троянд, і, коли легкий літній вітерець гойдав дерева в саду, всередину крізь відчинені двері долинав густий запах бузку та ніжні пахощі рожевих квітів глоду. Із того кутка дивана, вкритого перським килимом, де лежав лорд Генрі Воттон і, за звичкою, одну за одною курив сигарети, він міг споглядати мерехтіння медового цвітіння рокитника, чиє тремке гілля, здавалося, ледве витримувало ношу настільки сліпучої краси. Час від часу шовковими шторами, що затуляли величезне вікно, прослизали дивовижні тіні птахів, на мить пробуджуючи в ньому спогади про Японію. Він пригадав бліді, жовті обличчя токійських художників, які за допомогою живопису, що за своєю суттю є нерухомим мистецтвом, намагалися передати відчуття стрімкості й руху. Приглушене дзижчання бджіл, які продиралися між довгих стебел некошеної трави чи монотонно кружляли довкола вкритих золотим пилом квітів кучерявої жимолості, все більше обтяжувало тишу. Слабкий гуркіт Лондона долинав, мов важка басова нота далекого органа. |

## Екранізації
- Портрет Доріана Грея, 1969 р., реж. Павол Хаспра (Словаччина).
- Доріан Грей, 2009 рік

## Цікаві факти
- Роман екранізувався більше 25 разів, остання екранізація вийшла в прокат 09.09.09
- Сучасний британський письменник Вілл Селф запропонував в своєму романі «Доріан» («Dorian», 1992 р.) напівпародійну версію історії Доріана Ґрея. Час дії книги Селфа — 80-ті роки XX століття.
- Серед неологізмів, введених Дугласом Коуплендом в романі «Покоління X», є і такий:

Доріан-Ґрейство: бажання приховувати ознаки старіння тіла.
- Цей роман був написаний всього лише за три тижні.
- Існує хвороба «Синдром Доріана Ґрея» — культ молодості, страх перед фізичним зів'яненням і старінням.